# La Mission (film, 2009)
Pour les articles homonymes, voir La Mission.
Pour plus de détails, voir Fiche technique et Distribution.
La Mission est un drame américain tourné en 2009, avec Benjamin Bratt et Jeremy Ray Valdez. Le scénario et la réalisation sont de Peter Bratt (frère de Benjamin). Le film a été présenté au Festival du film de Sundance, Festival du film de San Francisco et au Palm Springs International Film Festival. 

## Synopsis
Che Rivera (Benjamin Bratt) a grandi dans le quartier Mission District, le quartier le plus ancien de San Francisco. Il a toujours dû se battre pour survivre. Il est fort physiquement et on le respecte dans tout le quartier pour sa virilité et sa force ainsi que pour son passe-temps, la restauration de voitures lowrider. Il a fait de la prison, et il a été alcoolique, mais il a réussi à retrouver une vie normale et à donner une bonne éducation à son fils unique, Jes, qu’il a élevé seul après la mort de son épouse. De nouvelles épreuves se présentent cependant au moment où Lena (Erika Alexander) s’installe dans la maison voisine. Malgré ses sentiments, Lena (qui a été victime de violences) ne peut tolérer le machisme de Che et son recours facile à la violence. De plus, Che découvre l'homosexualité de Jes, bientôt en butte à l'homophobie de certains habitants du quartier.

## Distribution
- Benjamin Bratt : Che Rivera
- Jeremy Ray Valdez : Jes Rivera
- Erika Alexander : Lena
- Jesse Borrego : Rene Rivera
- Talisa Soto : Ana Rivera
- Alex Hernandez : Smoke
- Max Rosenak : Jordan
- Cesar Gomez : Gummy Bear
- Chris Borgzinner : Nacho
- Neo Veavea : Kenny
- Cathleen Riddley : Shell
- Marcus Serralta : Chuy
- Talisa Soto Bratt : Ana
- Tatiana Rivas, Nadine
- Leonardo Medrano : Mr. Gonzalez
- Kevin Michael Richardson : Dee
- Melvina Jones : Regina
- René A. Quiñonez : Esteban
- Ruben Gonzalez : Benny
- Edwin « Hayna » Brown : Virgil
- Patrick D. Shining Elk : Gary
- Louis Ramirez : Rene Jr. Rivera
- Tonantzin Borrego : Maya
- Gustavo 'Gus' Gonzalez : Primo

## Récompenses
- Green Media Seal, Environmental Media Awards, octobre 2009
- Human Rights Award, Artivist Film Festival, décembre 2009
- 2e place, Audience Award, Los Angeles Latino International Film Festival, octobre 2009
- Special Jury Premio Mesquite Award, CineFestival in San Antonio, février 2010
- Maverick Award, Cinequest Film Festival, mars 2010
- Special Jury Award, WorldFest Houston, avril 2010
- Estela Award, National Association of Latino Producers, 2010
- Imagen Awards, Best Director, Best Actor, Best Supporting Actor, Norman Lear Writer’s Award, 2010
- Audience Award for Best Feature Film, OUT Film Festival Connecticut, 2010

## Soirées d'ouverture de festivals
- Sélection officielle à Sundance 2009
- San Francisco International Film Festival, avril 2009
- Outfest, juillet 2009
- New York Latino International Film Festival, juillet 2009
- Artivist Film Festival, décembre 2009

## Impact environnemental
Plusieurs scènes du film font un clin d'œil au thème du respect de l'environnement : l'un des voitures retapées est adaptée pour rouler au biodiésel Le film a été tourné sur un plateau écologique, l'un des premiers existant à San Francisco. Les acteurs et l'équipe ont éliminé l'emploi de bouteilles d'eau, les déchets végétaux ont été compostés sur place, et le placement de produits écologiques a été autorisé. La Mission a en conséquence remporté le Green Seal Award 2009 décerné par l'Environmental Media Association (EMA).

## Festivals de cinéma
- Sundance International Film Festival, février 2009
- San Francisco International Film Festival, avril 2009
- Outfest, Opening Night, juillet 2009
- New York Latino International Film Festival, juillet 2009
- Seattle International Film Festival, mai 2009
- Boston Independent Film Festival, avril 2009
- Austin Film Festival, octobre 2009
- Los Angeles Latino International Film Festival, octobre 2009
- American Indian Film Festival, San Francisco, novembre 2009
- Artivist Film Festival, Opening Night, décembre 2009
- Palm Springs International Film Festival, World Cinema, janvier 2010
- Goteborg International Film Festival, février 2010
- CineFestival in San Antonio, février 2010
- San Jose Mariachi and Mexican Heritage Festival, septembre 2009
- Cinequest Film Festival, Maverick Award, mars 2010
- San Diego Latin Film Festival, mars 2010
- Sami Film Festival, mars 2010
- Worldfest (Houston), avril 2010
- USA Film Festival (Dallas), avril 2010
- Miami Gay & Lesbian Film Festival, avril 2010
- Lake Arrowhead Film Festival, avril 2010
- XicanIndie Film Festival, avril 2010
- Minneapolis-St. Paul International Film Festival, avril 2010
- Connecticut Gay & Lesbian Film Festival (OUT), mai-juin 2010
- Philadelphia QFest, juillet 2010
- Gainesville Latino Film Fest, septembre 2010
- Closet Cinema, Southwest Gay and Lesbian Film Festival, octobre 2010
- Oaxaca Film Fest, octobre 2010
- Winnipeg Annual Film Festival, novembre 2010
- New Latinamerican Cinema of La Havana, Havana Film Festival, décembre 2010
- Melbourne Queer Film Festival, mars 2011
- Pink Apple Lesbian and Gay Film Festival, mai 2012

## Sortie
Ce film est sorti le 9 avril 2010 à in New York et Los Angeles et le 16 avril à San Francisco. 

## Critique
Roger Ebert a accordé à ce film 2½ étoiles sur 4. La Mission y est décrit comme "une tentative honnête pour dépeindre le mal dont est responsable le recours à la violence dans la communauté latino", et les médias latino ont souligné que ce film donne une image authentique de certains aspects de la culture latino.

## Sources
1. 1 2  La Mission Movie Review & Trailer
2. ↑  (en) « Latinrapper.com », sur latinrapper.com (consulté le 13 octobre 2023).
3. 1 2 3 4 5  La Mission Opening Weekend
4. ↑  Roger Ebert La Mission Review
5. ↑  Hollywood Reporter Film Review